# Dingxi
Dingxi, tidigare stavat Tingsi, är en stad på prefekturnivå i provinsen Gansu i nordvästra Kina.

## Historia
På grund av sitt utsatta geografiska läge har regionen ofta drabbats av naturkatastrofer. Under det Stora språnget 1958-63 drabbades häradet Tongwei särskilt hårt av hungersnöden och förlorade omkring en tredjedel av sin befolkning på grund av svälten.
Den 22 juli 2013 inträffade en jordbävning på gränsen mellan häradena Zhang och Min, vilken krävde 89 dödsoffer och 500 skadades.

## Geografi och administrativ indelning
Dingxi har en yta som är något mindre än Ångermanland och består till 80 procent av landsbygd. Den egentliga staden Dingxi består av ett stadsdistrikt, medan landsbygden, som ligger söder om tätorten, indelas i sex härad:
| Dingxi | Dingxi                 | Dingxi    | Dingxi       | Dingxi            | Dingxi    | Dingxi                     |
| ------ | ---------------------- | --------- | ------------ | ----------------- | --------- | -------------------------- |
|        |                        |           |              |                   |           |                            |
| Nr     | Namn                   | Kinesiska | Pinyin       | Befolkning (2020) | Yta (km²) | Befolknings- täthet (/km²) |
| 1      | Stadsdistriktet Anding | 安定区    | Āndìng Qū    | 422 383           | 3 638     | 116                        |
| 2      | Häradet Lintao         | 临洮县    | Líntáo Xiàn  | 480 149           | 2 851     | 168                        |
| 3      | Häradet Longxi         | 陇西县    | Lǒngxī Xiàn  | 427 373           | 2 408     | 177                        |
| 4      | Häradet Zhang          | 漳县      | Zhāng Xiàn   | 167 309           | 2 164     | 77                         |
| 5      | Häradet Min            | 岷县      | Mín Xiàn     | 425 627           | 3 578     | 119                        |
| 6      | Häradet Weiyuan        | 渭源县    | Wèiyuán Xiàn | 277 608           | 2 065     | 134                        |
| 7      | Häradet Tongwei        | 通渭县    | Tōngwèi Xiàn | 323 648           | 2 905     | 111                        |